# Sony Xperia Z
A Sony Xperia Z (C6602, C6603, C6606, C6616, SO-02E, kódneve Yuga) egy felső kategóriás androidos okostelefon, mely 2013-ban jelent meg. Az egyik első okostelefon volt, amely por- és vízálló képességekkel rendelkezett, 13,1 megapixeles Exmor RS hátsó kamerával és Full HD kijelzővel szerelve. Kisebb, nem vízálló, viszont infravörös porttal és dedikált kameragombbal rendelkező változata a Sony Xperia ZL, nagyobb méretű változata a Sony Xperia Z Ultra.

## Kialakítása
Külsőre a Sony Omni-Balance fantázianévre hallgató kialakítását  kapta meg. Enyhén lekerekített szegélyű, csillogó felületekkel rendelkező készülék, melyet üvegszálas poliamid keretben helyeztek el. A készülék jobb oldalán egy alumíniumból készült be/ki kapcsoló gomb kapott helyet. beépített akkumulátora 2330 mAh teljesítményű. A kijelzőt Dragontail, a hátlapot borító üveget Gorilla Glass típusú törésvédelemmel látták el. Kapacitív, Full HD felbontású (1080x1920) kijelzője BRAVIA 2 képjavító üzemmódot kapott. Hardveresen a Qualcomm Snapdragon S4 Pro chipset került a telefonba, 16 GB belső tárhellyel (ebből kb. 11 GB használható), de 128GB-ig SD-kártyát is be tud fogadni.
Hátsó kamerája 13,1 megapixeles, Exmor RS technológiával szerelt, az egyik első volt, amely HDR videót is fel tudott venni. Az előlapi kaera Exmor R, mely 2,2, megapixelre képes. Mindkét kamera Full HD minőségben tud videót rögzíteni. Szoftveresen lehetőség van arra, hogy a fényképet villámgyorsan, a telefon előhúzását követően rögtön elkészítse. Az eszköz képes sorozatfelvétel készítésére, háromféle sebességgel, ezek minősége a sebesség függvényében változik. A leggyorsabb tempóval 68 másodperc alatt 1000 fényképet is tud készíteni. A telefon által készített képek minősége hagyott maga után kívánnivalót, azonban érdekes módon sorozatfelvétel üzemmódban sokkal jobb képeket készített.

## Szoftver
A készüléket gyárilag Android 4.1.2 szoftverrel szerelték (Jelly Bean), a Sony saját kezdőképernyőjével és alkalmazásaival (Album, Filmek, Walkman), és az akkumulátorkímélő STAMINA móddal. Később a szoftver megkapta a 4.2.2-es frissítést, majd 2013 végén a 4.3-ast. 2014 májusában a 4.4.2-es (KitKat) Android-verzióra frissült, 2015 májusában pedig az 5.0.2-esre (Lollipop). Az utolsó frissítés 2015 szeptemberében érkezett, az 5.1-es verzióra.

## Fordítás
- Ez a szócikk részben vagy egészben  a   Sony Xperia Z című angol Wikipédia-szócikk fordításán alapul.  Az eredeti cikk szerkesztőit annak laptörténete sorolja fel. Ez a jelzés csupán a megfogalmazás eredetét és a szerzői jogokat jelzi, nem szolgál a cikkben szereplő információk forrásmegjelöléseként.

## Külső hivatkozások
- A telefon specifikációja - GSMArena.com
- A telefon hivatalos weboldala